# 유기성 (1881년)
유기성(柳冀聖, 1881년 3월 9일 ~ 1959년 5월 17일)은 대한제국과 일제강점기의 군인이다.

## 생애
1898년에 대한제국 육군무관학교 학도로 뽑혀 보병 속성과를 1900년에 졸업하고 대한제국 육군 참위로 임관하여 군인이 되었다. 친위대 견습을 거쳐 모교 교관을 지냈다.
1902년부터는 시위대에서 복무하였고, 포병과 보병 병과에서 번갈아 복무하며 1904년에는 부위에 올랐다. 육군연성학교 교관과 육군 각병, 조규전범(條規典範) 편찬위원을 지냈다.
육군 부위 계급에 있던 1907년에 대한제국 군대 해산으로 군대가 해산되었다. 유기성은 일본군 부대를 견학하였고, 군부 군무국 마정과에서 계속 보병 장교로 근무했다. 이때 품계는 정3품이었다.
이후 일본군이 일본군 육군으로 소속을 옮겨 조선군사령부에서 복무하며 보병 중좌에 올랐다. 일본 제국 육군 보병 대위이던 1920년에 훈5등 서보장을 받고 정7위에 서위된 바 있다.
2008년 민족문제연구소가 발표한 친일인명사전 수록예정자 명단 중 군 부문에 선정되었으며 2009년 친일반민족행위진상규명위원회가 발표한 친일반민족행위 705인 명단에도 포함되었다.

## 참고 자료
- 유기성(柳冀聖) - 국사편찬위원회